# عازف قيثارة

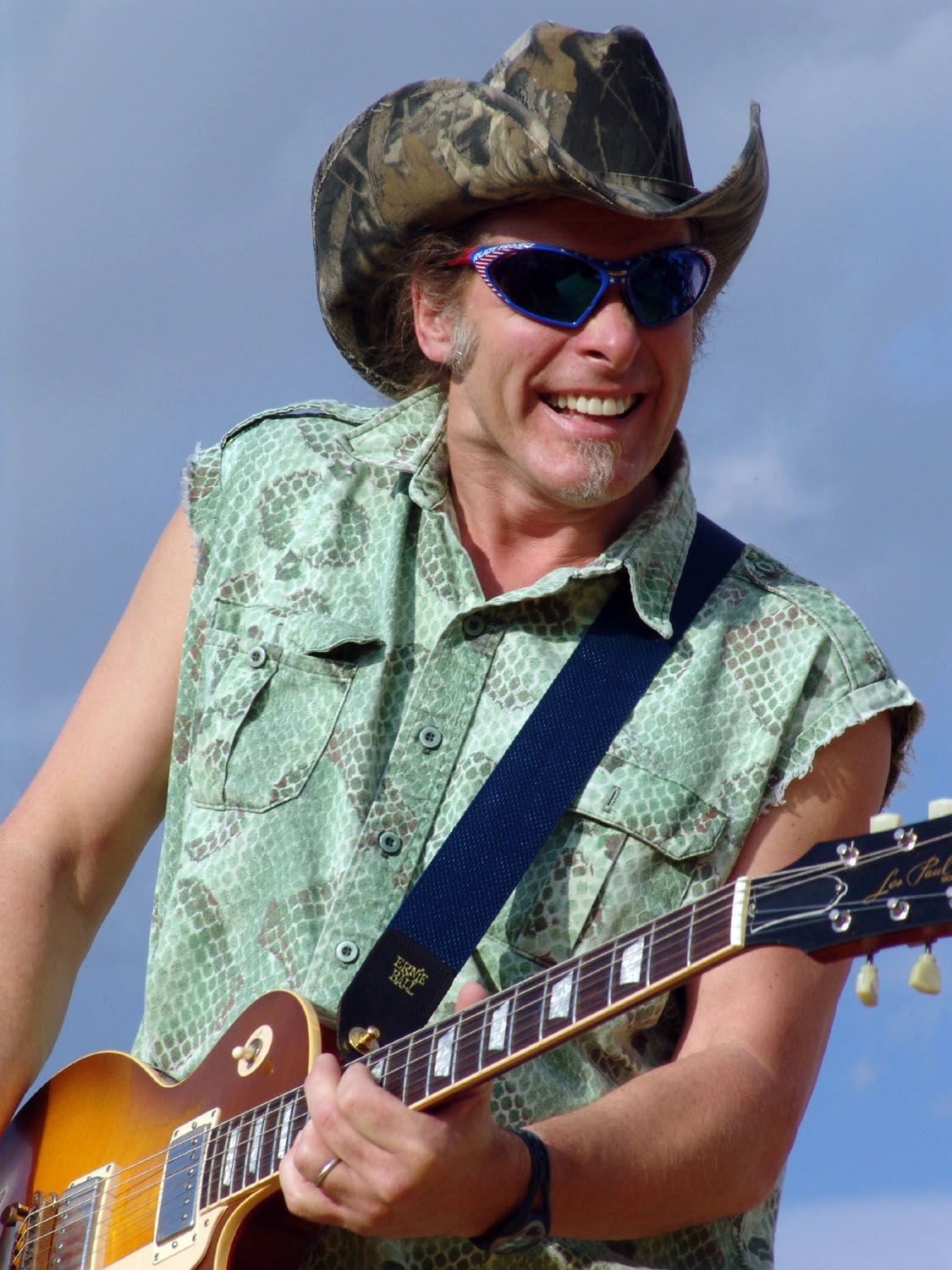

عازف القيثارة هو موسيقي يعزف على آلة القيثارة، عازف القيثارة المهنية يلعب اليوم باعتباره كفنان سولو أو في فرق موسيقية، يستطيع عازف القيثارة أن يرافق الإيقاع أو صوت لحني أكثر، كما أن للعازف إمكانية الغناء والعزف على القيثارة.

## تطوير
حتى عام 1930 كانت القيثارة تعني قيثارة صوتية هادئة مقارنة مع الكثير من الآلات الموسقية الأخرى مثل البيانو والدرمز